# 茵

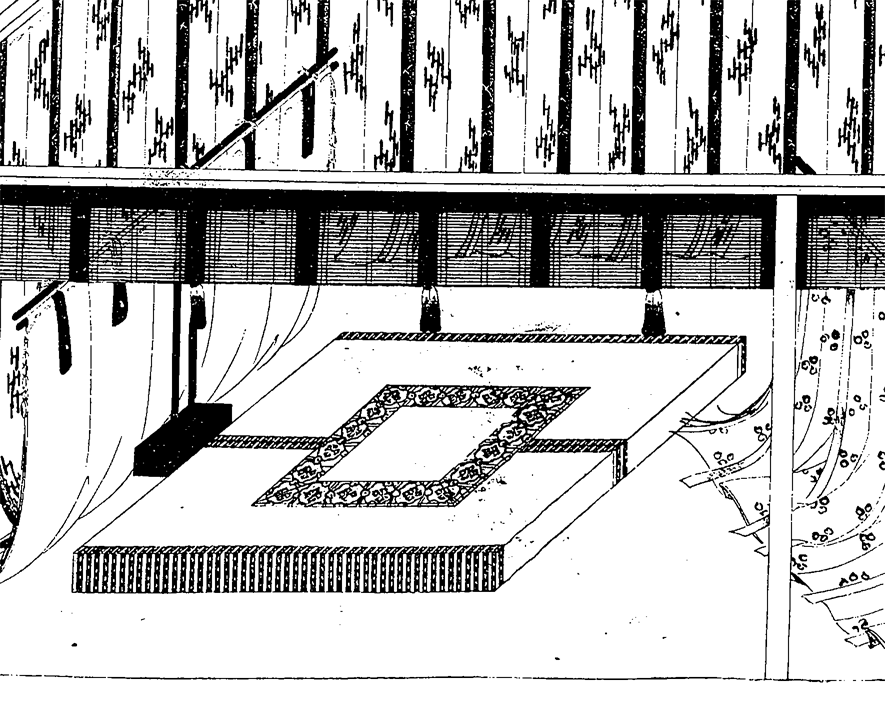
畳の中央に見えるのが茵
『旧儀装飾十六式図譜』（1903年）より

茵（しとね）とは座ったり寝たりするときの敷物の古風な呼称。寝るときの敷物は「褥」という文字を使い、ベッドパッドなどのことを指す。本項では寝殿造りなどに見られる座具である「茵」について記す。

## 概要
通常、畳の上に敷かれた真綿入りの座具であり、座布団の一種といえる。四方の縁（）を錦（）などで囲った正方形の敷物で、その成立は平安時代のことであるという。縁は位階により五位以上は黄絹、六位以下は紺布などとなっていた。
『満佐須計装束抄』では「長さ広さ四方3尺ほどで、赤地の錦の縁の広さ4～5寸ほどのものを四方にさしまわし、中に唐綾または固織物などを縁のうちざまに付けて、そのなかにたてざまに縫い目があり、綿を中に入れた」としている。表に東京錦（、トンキンから渡来した錦の意）を用いたものは特に東京茵などと呼ばれた。『源氏物語』柏木に「簀子すのこにゐたまへば茵さし出でたり」とあるなど、古典に現れる茵はこういった類のものである。